# William Cowper (Mediziner)

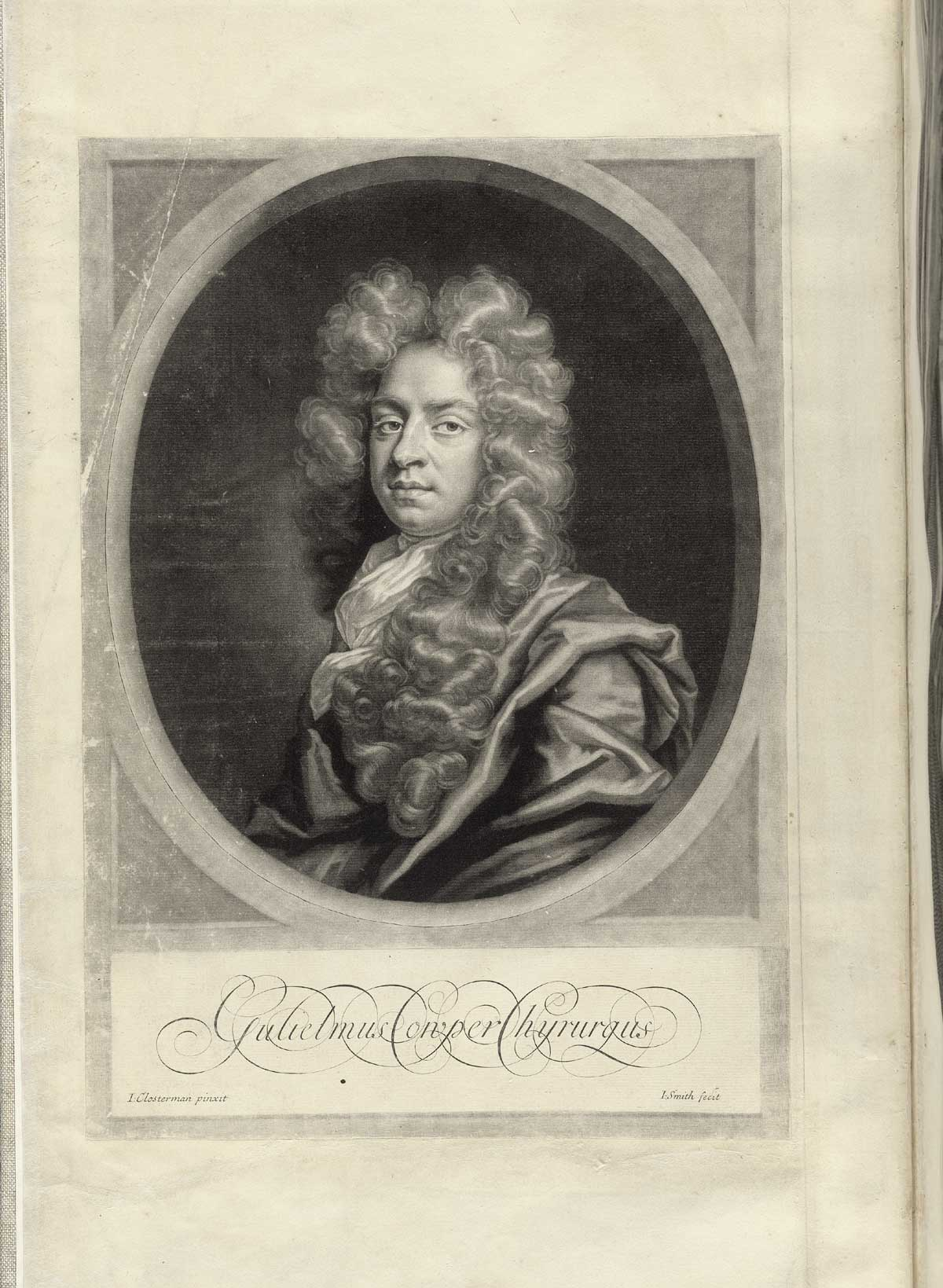
William Cowper (1666–1709)

William Cowper (* 1666 in Petersfield (Hampshire), England; † 8. März 1709 in Bishops Sutton (Hampshire)) war ein englischer Chirurg und Anatom. Nach ihm ist in der Humananatomie die Bulbourethraldrüse („Cowper-Drüse“) benannt.

## Leben
Cowper begann im März 1682 seine chirurgische Lehre bei einem Wundarzt in London. 1691 wurde er in die Barber-Surgeon’s Company aufgenommen, erhielt das Barbier-Chirurgen-Diplom und begann in London zu praktizieren. 1694 veröffentlichte er in London seinen vielbeachteten Anatomieatlanten Myotomia Reformata, or a New Administration of the Muscles, deutsch etwa Myotomia Reformata, oder eine neue Handhabung der Muskulatur. Zwei Jahre später wurde er zum Mitglied der Royal Society gewählt. Sein 1698 erschienenes Werk The Anatomy of the Human Bodies, deutsch Die Anatomie der menschlichen Körper, für das er ohne Genehmigung über 100 für G. Bidloo angefertigte Kupferstiche verwendete, verschaffte ihm großen Ruhm und landesweite Bekanntheit. Während der folgenden elf Jahre veröffentlichte er verschiedene Traktate zu Themen aus den Gebieten der Chirurgie, Pathologie, Physiologie und Anatomie. 1699 wurde er korrespondierendes Mitglied der Académie des sciences. Cowper starb am 8. März 1709.

## Werk
Von manchen wurde Cowpers Anatomy of the Humane Bodies als einer der größten Fälle von Diebstahl geistigen Eigentums bezichtigt. 1685 veröffentlichte Govard Bidloo (1649–1713) seine Anatomia Humani Corporis (Anatomie des menschlichen Körpers) in Amsterdam. Hierfür benutzte er 105 Bildtafeln, die von Gerard de Lairesse (1640–1711) gemalt und von Abraham Blooteling (1640–1690) graviert wurden. Eine holländische Version wurde unter dem Titel Ontleding des Menschelyken Lichaams 1690 gedruckt. Als diese sich jedoch nur schleppend verkaufte, veräußerte Bidloos Verleger 300 noch nicht gebundenen Bildtafeln an William Cowper oder dessen Verleger.
Cowper ergänzte sie mit einem englischen Text, so dass sie viele seiner eigenen Forschungsergebnisse und neue Erkenntnisse illustrierten. Außerdem gab er neun neue Bildtafeln, darunter eine Ansicht der gesamten Muskulatur jeweils von vorne und von hinten, in Auftrag, die von Henry Cook (1642–1700) gezeichnet und von  Michiel van der Gucht (1660–1725) graviert wurden. Das Buch wurde schließlich ohne Erwähnung Bidloos oder Lairesses unter Cowpers Namen veröffentlicht. Es trug das originale Titelblatt, bei dem lediglich der holländische Titel durch den englischen ersetzt wurde. Daraufhin entwickelte sich ein beißender Schlagabtausch zwischen Cowper und Bidloo, der Ausdruck in mehreren Pamphleten fand. Cowper behauptete, die Bildtafeln stammten gar nicht von Bidloo, sondern seien von Jan Swammerdam (1637–1680) in Auftrag gegeben und nach dessen Tod von dessen Witwe an Bidloo verkauft worden. Unbenommen dieses Streites über die Urheberschaft war Cowper jedoch aufgrund eigener Leistungen ein herausragender Anatom und Wundarzt und hat dennoch Bidloo die Anerkennung seines Anteils an seinem Werk versagt.
Cowper arbeitete zudem mit dem Arzt James Drake (1667–1707) zusammen.